# Eleição municipal de Vitória de Santo Antão em 2024
A eleição municipal do município de Vitória de Santo Antão em 2024 ocorreu no dia 6 de outubro e elegeu um prefeito, um vice-prefeito e 19 vereadores responsáveis pela administração da cidade para o mandato que se iniciou em 1° de janeiro de 2025 e com término em 31 de dezembro de 2028. 
Três candidatos disputaram a prefeitura municipal, que terminou com a reeleição de Paulo Roberto (MDB) sobre os candidatos Victor (PSB) e André Carvalho (PDT). Houve ainda 3.217 votos nulos, 1.522 em brancos e 14.324 abstenções.
Na eleição para as vagas na Câmara Municipal, o candidato mais votado foi Josias da Militina (MDB), que recebeu 4.014 votos.

## Candidaturas[1]
|    | Prefeito(a)    | Prefeito(a)       | Vice-prefeito(a)     | Vice-prefeito(a)         | Coligação Partido(s)                                                                                      |
| Nº | Candidato(a)   | Partido Federação | Candidato(a)         | Partido Federação        | Coligação Partido(s)                                                                                      |
| -- | -------------- | ----------------- | -------------------- | ------------------------ | --- |
| 12 | André Carvalho | PDT               | Lulinha              | REDE Fed. PSOL REDE      | Vitória Para Todos (PDT, PSOL, REDE)                                                                      |
| 15 | Paulo Roberto  | MDB               | Professor Edmo Neves | PSDB Fed. PSDB Cidadania | Vitória Cuidada Com Amor (MDB, PSDB, Solidariedade, Avante, PODE, PMB, PSD, Cidadania, PT, PCdoB, PV, PL) |
| 40 | Victor         | PSB               | Socorrinho da Apami  | UNIÃO                    | Com O Povo No Topo (PSB, Republicanos, UNIÃO, PP)                                                         |

## Resultados

### Prefeito
Fonte: TSE
| Candidato(a)           | Candidato(a)           | Vice                        | 1º turno 6 de outubro de 2024 | 1º turno 6 de outubro de 2024 |
| Candidato(a)           | Candidato(a)           | Vice                        | Total                         | %                             |
| ---------------------- | ---------------------- | --------------------------- | ----------------------------- | ----------------------------- |
|                        | Paulo Roberto (MDB)    | Professor Edmo Neves (PSDB) | 64.589                        | 77,38%                        |
|                        | Victor (PSB)           | Socorrinho da Apami (UNIÃO) | 13.935                        | 16,69%                        |
|                        | André Carvalho (PDT)   | Lulinha (REDE)              | 4.949                         | 5,93%                         |
| Total de votos válidos | Total de votos válidos | Total de votos válidos      | 83.473                        | 94,63%                        |
| → Votos em branco      | → Votos em branco      | → Votos em branco           | 1.522                         | 1,73%                         |
| → Votos nulos          | → Votos nulos          | → Votos nulos               | 3.217                         | 3,65%                         |
| Total de votos         | Total de votos         | Total de votos              | 88.212                        | 100%                          |
| Abstenções             | Abstenções             | Abstenções                  | 14.324                        | 13,97%                        |
| Total de inscritos     |                        |                             |                               |                               |